# مدل‌سازی علمی

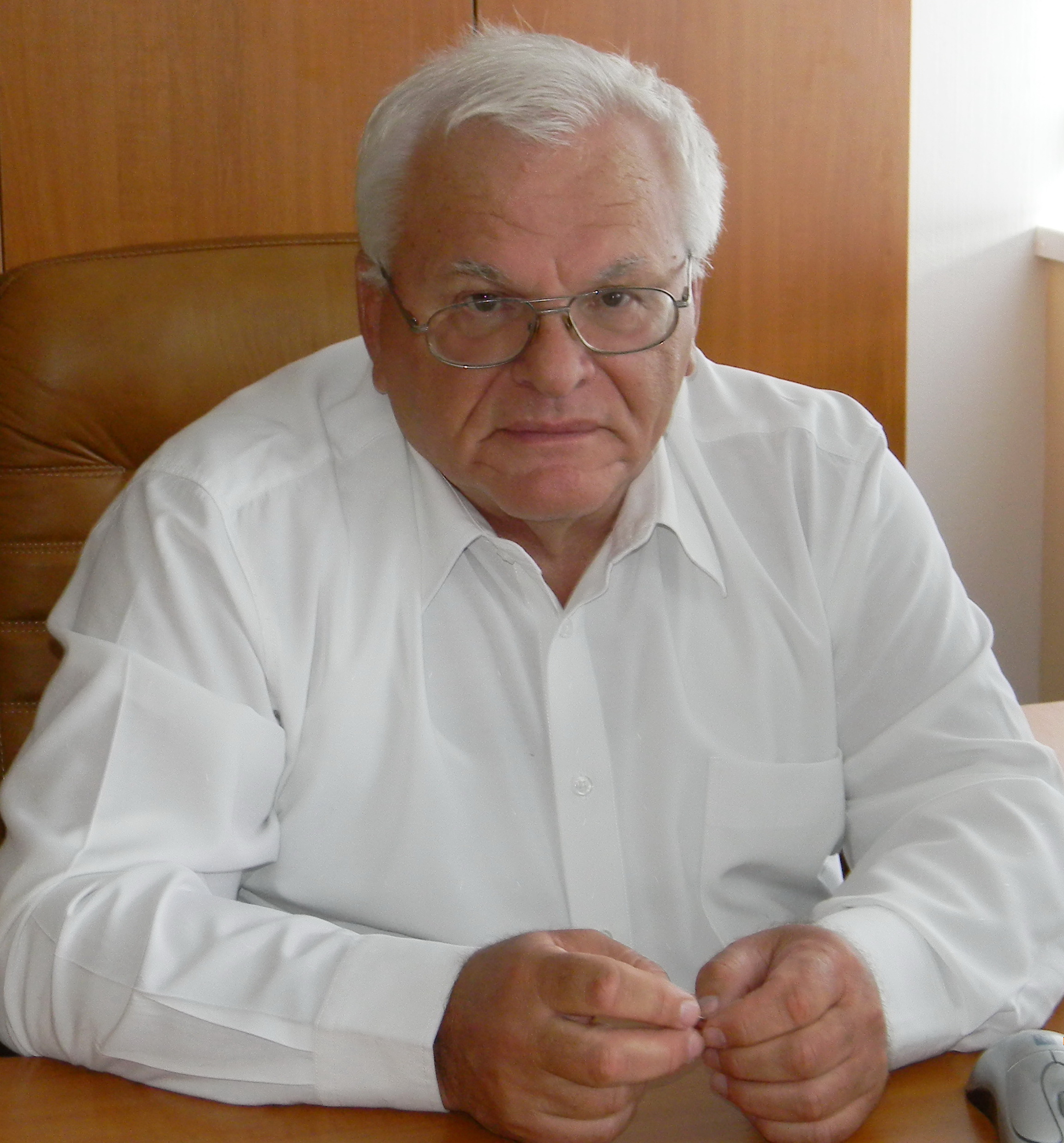
مدل‌سازی علمی

مدل‌سازی علمی به مجموعهٔ فرایندهای مربوط به تنظیم، برگزینی و اعتبارسنجی مدل‌های مورد نیاز برای نمایش اشیا و پدیده‌ها در علوم مختلف گفته می‌شود. با آن که به‌مرور روش‌ها، تکنیک‌ها، و نظریه‌های مختلفی برای مدل‌سازی در انواع زمینه‌های تخصصی علوم گوناگون، به‌وجود آمده اند نظریه‌های کلّی‌تر پیرامون مدل‌سازی‌های علمی در قلمرو فلسفهٔ علوم، نظریهٔ سیستم‌ها و نمایش دانش قرار می‌گیرند.